# Distrito electoral de Gurley (condado de Cheyenne, Nebraska)
Gurley (en inglés: Gurley Precinct) es un distrito electoral ubicado en el condado de Cheyenne en el estado estadounidense de Nebraska. En el Censo de 2010 tenía una población de 506 habitantes y una densidad poblacional de 1,03 personas por km².

## Geografía
Gurley se encuentra ubicado en las coordenadas 41°17′35″N 102°59′58″O / 41.29306, -102.99944. Según la Oficina del Censo de los Estados Unidos, Gurley tiene una superficie total de 490.43 km², de la cual 490.43 km² corresponden a tierra firme y (0%) 0 km² es agua.

## Demografía
Según el censo de 2010, había 506 personas residiendo en Gurley. La densidad de población era de 1,03 hab./km². De los 506 habitantes, Gurley estaba compuesto por el 98.22% blancos, el 0.2% eran afroamericanos, el 0.99% eran amerindios, el 0% eran asiáticos, el 0% eran isleños del Pacífico, el 0.4% eran de otras razas y el 0.2% pertenecían a dos o más razas. Del total de la población el 4.74% eran hispanos o latinos de cualquier raza.